# Jeremy Hefner
Jeremy Scott Hefner (Perkins, 11 marzo 1986) è un allenatore di baseball ed ex giocatore di baseball statunitense.

## Carriera

### Inizi e Minor League

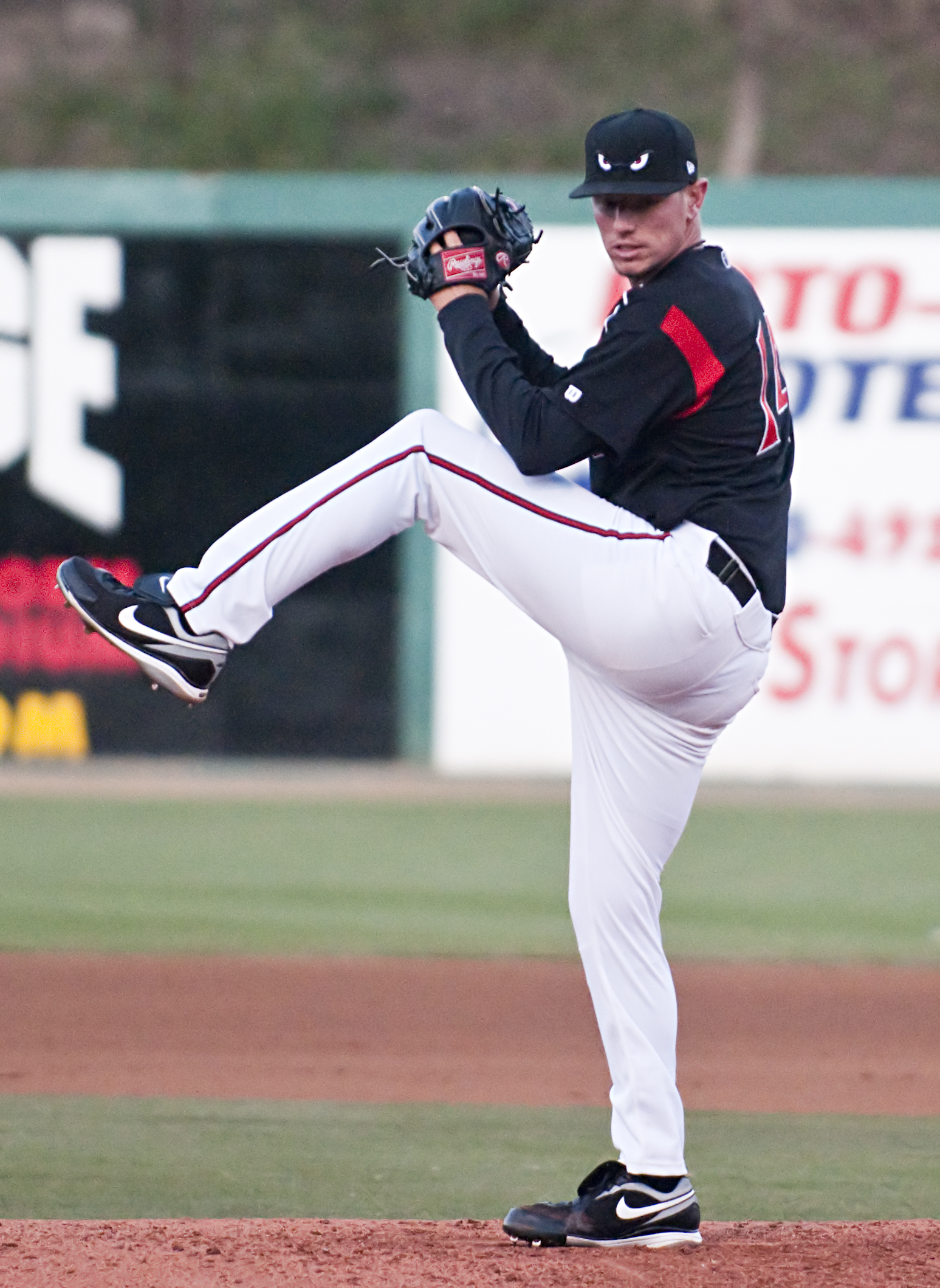
Hefner con i Lake Elsinore Storm della A-avanzata nel 2009

Hefner frequentò la Perkins Tryon High School a Perkins, Oklahoma, sua città natale, e da lì venne scelto la prima volta, nel 46º turno del draft MLB 2004 dai New York Mets. Scelse di non firmare e si iscrisse al Seminole State College di Seminole, dove fu selezionato la seconda volta nel 48º turno del draft MLB 2005 nuovamente dai Mets. Rifiutò di nuovo l'offerta e cambiò università, iscrivendosi alla Oral Roberts University di Tulsa, dove fu selezionato al 5º giro del draft amatoriale MLB del 2007, come 177ª scelta assoluta, dai San Diego Padres.
Firmò con la franchigia e nello stesso anno giocò nella Northwest League della classe A-breve con gli Eugene Emeralds, chiuse con 2 vittorie e 5 sconfitte, 3.90 di media PGL (ERA) in 17 partite di cui 11 da partente (62.1 inning).
Nel 2008 passò nella Midwest League della classe A con i Fort Wayne TinCaps, chiuse con 10 vittorie e 5 sconfitte, 3.33 di ERA e nessuna salvezza su una opportunità in 29 partite di cui 24 da partente (140.1 inning). Giocò poi una singola partita da partente nella California League della classe A-avanzata con i Lake Elsinore Storm chiudendo con 3.60 di ERA (5.0 inning).
Nel 2009 con gli Storm chiuse con 14 vittorie e 9 sconfitte, 4.12 di ERA in 27 partite tutte da partente (150.2 inning). Successivamente giocò una partita da partente nella Pacific Coast League della Tripla-A con i Portland Beavers chiudendo con 3.38 di ERA (5.1 inning). Nel 2010 passò nella Texas League della Doppia-A con i San Antonio Missions, chiudendo con 11 vittorie e 8 sconfitte, 2.95 di ERA in 28 partite (167.2 inning).
Nel 2011 passò nella Pacific Coast League della Tripla-A con i Tucson Padres, chiuse con 9 vittorie e 7 sconfitte, 4.98 di ERA in 28 partite tutte da partente (157.1 inning).
Il 18 novembre 2011, i Pittsburgh Pirates prelevarono Hefner dalla lista dei trasferimenti dei Padres, mentre il 12 dicembre, venne prelevato dai New York Mets dalla lista dei trasferimenti dei Pirates.
Nel 2012 giocò nella International League della Tripla-A con i Buffalo Bisons con 5 vittorie e 2 sconfitte, 2.77 di ERA in 10 partite di cui 9 da partente (61.2 inning).

### Major League

#### New York Mets (2012-2013)
Il 12 dicembre 2011 firmò un contratto annuale di 480000 $ con i Mets. Debuttò nella MLB il 23 aprile 2012, al Citi Field di New York City contro i San Francisco Giants. Chiuse la stagione con 4 vittorie e 7 sconfitte, 5,09 di ERA in 26 partite di cui 13 da partente (93.2 inning). Nello stesso anno disputò nella minor league 10 partite, tutte nella Tripla-A.
Il 3 marzo 2013 firmò un contratto annuale del valore di 500625 $. Il 10 agosto venne inserito nella lista infortunati dei (15 giorni) per una parziale lacerazione del legamento nel gomito destro. L'11 agosto venne assegnato ai Las Vegas 51s nella Minor League per liberare un posto al lanciatore rientrante Jon Niese. Il 26 agosto decise di sottoporsi alla Tommy John surgery, intervento chirurgico per riparare il legamento. Il 7 settembre passò nella lista infortunati dei (60 giorni), liberando un posto in squadra. Chiuse la stagione con 4 vittorie e 8 sconfitte, 4.34 di ERA in 24 partite di cui 23 da partente (130.2 inning). Il 2 dicembre divenne free agent.

### Ritorno in Minor League e ritiro
Il 6 gennaio 2014 firmò un contratto da minor sempre con i Mets. Durante la stagione giocò con i St. Lucie Mets nella classe A-avanzata e con i GCL Mets nella classe Rookie. Divenne free agent a fine stagione.
Il 9 ottobre 2014, annunciò la necessità di un secondo Tommy John surgery, si sottopose all'operazione e saltò l'intera stagione 2015.
Hefner partecipò durante la pausa invernale alla Dominican Winter League, campionato invernale disputato nella Repubblica Dominicana, giocando con i Gigantes del Cibao.
Il 21 dicembre 2015, Hefner firmò con i St. Louis Cardinals, con cui giocò nella classe Rookie con i GCL Cardinals e nella Tripla-A con i Memphis Redbirds, divenendo poi free agent a fine stagione 2016.
Durante la pausa invernale sempre con i Gigantes, partecipò nuovamente alla Dominican Winter League nella Repubblica Dominicana.
Il 17 gennaio 2017, Hefner annunciò il ritiro.

## Allenatore
Dopo il ritiro come giocatore, Hefner venne assunto dai Minnesota Twins come osservatore, operando in tale ruolo nel 2017 e 2018. Hefner venne promosso assistente lanciatore nella MLB per la stagione 2019 dei Twins.
L'8 dicembre 2019, Hefner venne assunto come allenatore dei lanciatore dei New York Mets.

## Vittorie e premi
- Post-Season All-Star della Texas League (2010)
- Mid-Season All-Star della Texas League (2010)
- Lanciatore della settimana della Northwest League (9/07/2007)

## Numeri di maglia indossati
- n. 53 con i New York Mets (2012-2013)